# Aristide Zogbo
Aristide Benoît Zogbo (* 30. Dezember 1981 in Abidjan) ist ein ehemaliger ivorischer Fußballtorwart.

## Sportlicher Werdegang
Zogbos fußballerische Laufbahn verlief zunächst abseits der „großen Bühne“. Bis zum Alter von 25 Jahren spielte er in der ivorischen Heimat für Issia Wazi. Mit dem Klub aus Issia – gelegen in der Zentralregion Haut-Sassandra – gewann er nach einem 1:0-Finalsieg gegen den Armeeklub SOA im Jahr 2006 den ivorischen Pokal und stand im Jahr darauf ein weiteres Mal im Endspiel, das jedoch gegen Rekordmeister ASEC Mimosas nach einem 0:0 in der Verlängerung noch mit 0:3 verloren ging.
Der körperlich sehr robuste Torhüter entschloss sich daraufhin zu einem Wechsel nach Ägypten, wo er ab 2007 in Kairo für den erst zwei Jahre zuvor gegründeten Klub Ittihad El Shorta zwischen den Pfosten stand. Bis 2009 stieg er mit dem Verein der Polizeigewerkschaft zunächst in die höchste Spielklasse des Landes auf und hielt im Jahr darauf die Klasse.
Im August 2009 unterschrieb er beim israelischen Klub Maccabi Netanja einen Einjahresvertrag und kam nach seinem Debüt in der Ligat ha’Al gegen Maccabi Petach Tikwa (3:0) auf insgesamt 16 Einsätze in Meisterschaftspartien. Nach dem Auslaufen seines Vertrages im Sommer 2010 kehrte er auf die Elfenbeinküste zurück und unterschrieb beim damaligen Division 2 Verein ES Bingerville.

## Ivorische Nationalmannschaft
Erst relativ später im Alter von 26 Jahren kam der als „Elfmetertöter“ bekannte Zogbo zum ersten A-Länderspiel für die Elfenbeinküste, nachdem er sich seit 2007 als Torwart in Ägypten regelmäßig auf hohem Niveau hatte beweisen können. Unter dem damaligen Trainer Vahid Halilhodžić debütierte er am 24. Mai 2008 gegen Japan und präsentierte sich im November 2009 binnen vier Tagen beim WM-Qualifikationsspiel gegen Guinea (3:0) und in der Freundschaftspartie gegen Deutschland (2:2) in einem wichtigen Pflicht- und einem Prestigespiel.
Wenngleich er stets im Schatten des Stammtorhüters Boubacar Barry bleiben sollte, festigte er seine Stellung als zweiter Torwart der „Elefanten“ – so der Spitzname der ivorischen Nationalmannschaft – und war Teil des Kaders für die Fußball-Afrikameisterschaft 2010. Dort blieb er ohne Einsatzminute. Kurze Zeit später nominierte ihn der neue Trainer Sven-Göran Eriksson im Juni 2010 in den 23-Mann-Kader für die anstehende Weltmeisterschaft in Südafrika. Auch bei diesem Turnier blieb er ohne Einsatz.

## Erfolge
- Ivorischer Pokal: 2006